# اویی کیباجو
اویی کیباجو یا میدان مسابقه اسب‌دوانی اوئی (به ژاپنی: 大井競馬場, Ōi Keiba-jō) در شیناگاوا-کو، توکیو، ژاپن واقع شده‌است. در سال ۱۹۵۰ برای مسابقه اسب‌دوانی ساخته شده‌است، در آخر هفته‌ها میزبان یکی از بزرگ‌ترین بازارهای دستفروشی به نام Tokyo City Flea Market Oi Keibajo (Shinagawa) در منطقه توکیو است.